# توشيهيرو ياماغوتشي
توشيهيرو ياماغوتشي (山口 敏弘) (ولد 19 نوفمبر 1971) هو لاعب كرة قدم ياباني سابق، شارك في كأس القارات 1995.

## الإحصاءات الدولية
| منتخب اليابان | منتخب اليابان | منتخب اليابان |
| السنه         | المشاركة      | الأهداف       |
| ------------- | ------------- | ------------- |
| 1994          | 2             | 0             |
| 1995          | 2             | 0             |

## روابط خارجية
1. ↑  "معلومات عن توشيهيرو ياماغوتشي على موقع transfermarkt.com". transfermarkt.com. مؤرشف من الأصل في 2020-03-28.
2. ↑  "معلومات عن توشيهيرو ياماغوتشي على موقع footballdatabase.eu". footballdatabase.eu. مؤرشف من الأصل في 2019-12-15.
3. ↑  "معلومات عن توشيهيرو ياماغوتشي على موقع data.j-league.or.jp". data.j-league.or.jp. مؤرشف من الأصل في 2018-08-24.

- توشيهيرو ياماغوتشي على موقع الاتحاد الدولي (مؤرشف)  (الإنجليزية)
- توشيهيرو ياماغوتشي على موقع رابطة كرة القدم اليابانية للمحترفين (اليابانية)
- توشيهيرو ياماغوتشي على موقع قاعدة بيانات كرة القدم.إي يو (الإنجليزية)
- توشيهيرو ياماغوتشي على موقع ناشيونال فوتبول تيمز (الإنجليزية)
- توشيهيرو ياماغوتشي على موقع عالم كرة القدم.نت (الإنجليزية)